# Samuel M. Moore
Samuel McDowell Moore (* 9. Februar 1796 in Philadelphia, Pennsylvania; † 17. September 1875 in Lexington, Virginia) war ein US-amerikanischer Politiker. Zwischen 1833 und 1835 vertrat er den Bundesstaat Virginia im US-Repräsentantenhaus.

## Werdegang
Samuel Moore war der Sohn des Kongressabgeordneten und US-Senators Andrew Moore (1752–1821). Er besuchte die öffentlichen Schulen seiner Heimat und dann das Washington College, die heutige Washington and Lee University in Lexington. Anschließend ließ er sich in Lexington nieder. In den 1820er Jahren schloss er sich der Bewegung gegen den späteren Präsidenten Andrew Jackson an und wurde Mitglied der kurzlebigen National Republican Party. Zwischen 1825 und 1833 saß er im Abgeordnetenhaus von Virginia. Im Jahr 1829 gehörte er einer Delegation zur Überarbeitung der Verfassung des Staates Virginia an.
Bei den Kongresswahlen des Jahres 1832 wurde Moore im 17. Wahlbezirk von Virginia in das US-Repräsentantenhaus in Washington, D.C. gewählt, wo er am 4. März 1833 die Nachfolge von Robert Allen antrat. Da er im Jahr 1834 nicht bestätigt wurde, konnte er bis zum 3. März 1835 nur eine Legislaturperiode im Kongress absolvieren. Seit dem Amtsantritt von Präsident Jackson im Jahr 1829 wurde innerhalb und außerhalb des Kongresses heftig über dessen Politik diskutiert. Dabei ging es um die umstrittene Durchsetzung des Indian Removal Act, den Konflikt mit dem Staat South Carolina, der in der Nullifikationskrise gipfelte, und die Bankenpolitik des Präsidenten.
In den Jahren 1836 und 1837 gehörte Moore erneut dem Abgeordnetenhaus von Virginia an. Zwischen 1845 und 1847 war er Mitglied des Staatssenats. Im Jahr 1861 nahm er als Delegierter an der Versammlung teil, auf der Virginia seinen Austritt aus der Union beschloss. Während des Bürgerkrieges diente er im Heer der Konföderation. Samuel Moore starb am 17. September 1875 in Lexington.